# Agrotis bosqi
Agrotis bosqi là một loài bướm đêm trong họ Noctuidae.